# Alleman (film)
Alleman is een Nederlandse documentaire uit 1963 in zwart-wit van Bert Haanstra. De film is ook bekend onder de titels Everyone, The Human Dutch, Zwölf Millionen.

## Geschiedenis
De film is de bestbezochte documentairefilm van Nederland, en een van de 10 bestbezochte films in de Nederlandse cinema. De film  werd bekroond met diverse prijzen, zoals een Gouden Beer op het filmfestival van Berlijn, en werd genomineerd voor een BAFTA Award en een Oscar. Hij trok ook veel publieke belangstelling in het buitenland.
Simon Carmiggelt, die mede aan het verhaal schreef, deed de voice-over; voor de buitenlandse vertaling werd Peter Ustinov aangetrokken als voice-over; in de door het Nederlands Instituut voor Beeld en Geluid op YouTube heruitgebrachte versie is het evenwel Bert Haanstra zelf die het Engelse commentaar insprak. De film laat Nederland en zijn bewoners zien in hun dagelijks bestaan, vele verschillende levenswijzen worden op komische, maar ook serieuze wijze gefilmd. De film wordt als uniek gezien, omdat hij vlak voor het ontstaan van de hippiecultuur werd gemaakt.
Op 2 december 2007 werd Alleman tijdens het IDFA-festival uitgeroepen tot beste Nederlandse documentaire sinds 1945. In 2014 maakte de TROS de serie Nederland van Alleman, waarin beelden van toen naast het Nederland van nu werden gelegd. De tv-zender NostalgieNet zond de documentaire uit in 2013, 2014 en voor het laatst op 15 januari 2015.
In 2013 waren er verschillende initiatieven rond 50 jaar Alleman. Zo kwam de AVRO met de achtdelige tv-serie Nederland van Alleman, waarin aan de hand van de originele film gekeken werd naar het Nederland van nu. Het tv-programma Man bijt hond van de NCRV besteedde aandacht aan het jubileum door korte onderwerpen uit te zenden waarin, geïnspireerd op Alleman, het hedendaagse Nederland werd getoond. Regisseur Bert Hana maakte een remake van de film uit '63 met beelden afkomstig van Google Street View met zijn project #Alleman.